# Sara García Gross
Sara García Gross (Chalchuapa, 1986) es una activista salvadoreña, feminista y defensora de los derechos humanos. Gross es la Coordinadora de Incidencia Política en la Agrupación Ciudadana por la Despenalización del Aborto Terapéutico, Ético y Eugenésico, fundada en 2009. También es miembro de la Red Salvadoreña de Defensores de Derechos Humanos. En el 2019 Francia le entregó el Premio Simone de Beauvior por su lucha a favor del aborto.

## Biografía
Se graduó de la Universidad Centroamericana José Simeón Cañas en psicología. Se especializó en temas de género en la Universidad Nacional Autónoma de México. Posteriormente cursó la Maestría en Derechos Humanos y Democratización para América Latina y el Caribe en la Universidad Nacional de San Martín en Buenos Aires.
Es presentadora del programa radial "Del Hospital a la Cárcel", que trata temas relacionados con los derechos sexuales y reproductivos de las mujeres. 
La Agrupación Ciudadana por la Despenalización del Aborto Terapéutico, Ético y Eugénesico, en la que Gross se desempeña, es una organización social multidisciplinaria que buscar  crear conciencia para cambiar la legislación salvadoreña sobre el aborto. Además, promueven la educación sexual y defienden a las mujeres que han sido acusadas o condenadas por aborto o asuntos relacionados.

## Reconocimientos
El 9 de enero de 2019 recibió en París el Premio Simone de Beauvoir por la Libertad de las Mujeres por su labor en la defensa del derecho al aborto, convirtiéndose en la primera mujer de América y El Caribe en ser reconocida con este galardón.